# Balón de Oro 2024
El Balón de Oro 2024 fue la 68.ª ceremonia anual del Balón de Oro, presentada por la revista France Football, que reconoce a los mejores futbolistas del mundo en la temporada 2023-24. Por tercera vez en la historia del premio, se otorgará en función de los resultados de la temporada en lugar del año calendario. Este es el período comprendido entre el 1 de agosto de 2023 y el 31 de julio de 2024.
La ceremonia tuvo lugar el 28 de octubre de 2024 y los nominados se anunciaron el 4 de septiembre de 2024. Se otorgaron dos nuevos premios: Entrenador masculino del año y Entrenador femenino del año, reconociendo la contribución de los entrenadores al éxito en el campo. La UEFA coorganizará por primera vez la gala del Balón de Oro, y France Football conservará el sistema de votación y el nombre del Balón de Oro.

## Balón de Oro Masculino
| Pos. | Jugador            | Club (es)                       | Puntos | % Votos |
| ---- | ------------------ | ------------------------------- | ------ | ------- |
| 1    | Rodri Hernández    | Manchester City                 | 1170   |         |
| 2    | Vinícius Júnior    | Real Madrid                     | 1129   |         |
| 3    | Jude Bellingham    | Real Madrid                     | 917    |         |
| 4    | Daniel Carvajal    | Real Madrid                     | 550    |         |
| 5    | Erling Haaland     | Manchester City                 | 432    |         |
| 6    | Kylian Mbappé      | París Saint-Germain Real Madrid | 420    |         |
| 7    | Lautaro Martínez   | Internazionale                  | 402    |         |
| 8    | Lamine Yamal       | Barcelona                       | 383    |         |
| 9    | Toni Kroos         | Real Madrid                     | 291    |         |
| 10   | Harry Kane         | Bayern Múnich                   | 201    |         |
| 11   | Phil Foden         | Manchester City                 |        |         |
| 12   | Florian Wirtz      | Bayer Leverkusen                |        |         |
| 13   | Dani Olmo          | RB Leipzig Barcelona            |        |         |
| 14   | Ademola Lookman    | Atalanta                        |        |         |
| 15   | Nico Williams      | Athletic Club                   |        |         |
| 16   | Granit Xhaka       | Bayer Leverkusen                |        |         |
| 17   | Federico Valverde  | Real Madrid                     |        |         |
| 18   | Emiliano Martínez  | Aston Villa                     |        |         |
| 19   | Martin Ødegaard    | Arsenal                         |        |         |
| 20   | Hakan Çalhanoğlu   | Internazionale                  |        |         |
| 21   | Bukayo Saka        | Arsenal                         |        |         |
| 22   | Antonio Rüdiger    | Real Madrid                     |        |         |
| 23   | Rúben Dias         | Manchester City                 |        |         |
| 24   | William Saliba     | Arsenal                         |        |         |
| 25   | Cole Palmer        | Manchester City Chelsea         |        |         |
| 26   | Declan Rice        | Arsenal                         |        |         |
| 27   | Vitinha            | París Saint-Germain             |        |         |
| 28   | Alejandro Grimaldo | Bayer Leverkusen                |        |         |
| 29   | Artem Dovbyk       | SC Dnipro-1 Girona Roma         |        |         |
| 30   | Mats Hummels       | Borussia Dortmund               |        |         |

## Balón de Oro Femenino
| Pos. | Jugador                   | Club (es)             | Puntos | % Votos |
| ---- | ------------------------- | --------------------- | ------ | ------- |
| 1    | Aitana Bonmatí            | FC Barcelona          | 675    |         |
| 2    | Caroline Graham Hansen    | FC Barcelona          | 392    |         |
| 3    | Salma Paralluelo          | FC Barcelona          | 246    |         |
| 4    | Sophia Smith              | Portland Thorns F. C. | 228    |         |
| 5    | Lindsey Horan             | Olympique Lyon        | 169    |         |
| 6    | Mallory Swanson           | Chicago Red Stars     | 164    |         |
| 7    | Marie-Antoinette Katoto   | Paris Saint-Germain   | 142    |         |
| 8    | Mariona Caldentey         | FC Barcelona Arsenal  | 142    |         |
| 9    | Trinity Rodman            | Washington Spirit     | 137    |         |
| 10   | Alexia Putellas           | FC Barcelona          | 130    |         |
| 11   | Patri Guijarro            | FC Barcelona          |        |         |
| 12   | Barbra Banda              | Shanghái Shengli      |        |         |
| 13   | Lauren James              | Chelsea               |        |         |
| 14   | Ada Hegerberg             | Olympique de Lyon     |        |         |
| 15   | Khadija Shaw              | Manchester City       |        |         |
| 16   | Tabitha Chawinga          | Olympique de Lyon     |        |         |
| 17   | Alyssa Naeher             | Chicago Red Stars     |        |         |
| 18   | Gabi Portilho             | Corinthians           |        |         |
| 19   | Giulia Gwinn              | Bayern de Múnich      |        |         |
| 20   | Lucy Bronze               | Chelsea               |        |         |
| 21   | Mayra Ramírez             | Chelsea               |        |         |
| 22   | Glódís Perla Viggósdóttir | Bayern de Múnich      |        |         |
| 23   | Tarciane                  | Houston Dash          |        |         |
| 24   | Lea Schüller              | Bayern de Múnich      |        |         |
| 25   | Sjoeke Nüsken             | Chelsea               |        |         |
| 26   | Yui Hasegawa              | Manchester City       |        |         |
| 27   | Manuela Giugliano         | As Roma               |        |         |
| 28   | Lauren Hemp               | Manchester City       |        |         |
| 29   | Ewa Pajor                 | FC Barcelona          |        |         |
| 30   | Grace Geyoro              | Paris Saint-Germain   |        |         |

## Trofeo Kopa
| Pos. | Jugador            | Equipo              | Puntos | % Votos |
| ---- | ------------------ | ------------------- | ------ | ------- |
| 1    | Lamine Yamal       | FC Barcelona        | 113    | 55.39   |
| 2    | Arda Güler         | Real Madrid         | 26     | 12.75   |
| 3    | Kobbie Mainoo      | Manchester United   | 20     | 9.80    |
| 4    | Savinho            | Manchester City     | 19     | 9.31    |
| 5    | Pau Cubarsí        | FC Barcelona        | 8      | 3.92    |
| 6    | Joao Neves         | París Saint-Germain | 6      | 2.94    |
| 7    | Alejandro Garnacho | Manchester United   | 3      | 1.47    |
| 8    | Mathys Tel         | Bayern Múnich       | 3      | 1.47    |
| 9    | Warren Zaïre-Emery | París Saint-Germain | 3      | 1.47    |
| 10   | Karim Konaté       | RB Salzburgo        | 3      | 1.47    |

## Trofeo Yashin
| Pos. | Jugador              | Club (es)           | Puntos | % Votos |
| ---- | -------------------- | ------------------- | ------ | ------- |
| 1    | Emiliano Martínez    | Aston Villa         | 276    | 30.98   |
| 2    | Unai Simón           | Athletic Club       | 213    | 23.91   |
| 3    | Andriy Lunin         | Real Madrid         | 112    | 12.57   |
| 4    | Gianluigi Donnarumma | París Saint-Germain | 58     | 6.51    |
| 5    | Mike Maignan         | Milan               | 56     | 6.29    |
| 6    | Yann Sommer          | Internazionale      | 51     | 5.72    |
| 7    | Giorgi Mamardashvili | Valencia            | 50     | 5.61    |
| 8    | Diogo Costa          | Porto               | 28     | 3.14    |
| 9    | Ronwen Williams      | Mamelodi Sundowns   | 27     | 3.03    |
| 10   | Gregor Kobel         | Borussia Dortmund   | 20     | 2.24    |

## Trofeo Gerd Müller
Reconocimiento al  jugador que más goles marcó durante la temporada, en esta ocasión, Harry Kane y Kylian Mbappe marcaron la misma cantidad de goles, por lo tanto se les reconoció a ambos con el galardón.
| Jugador       | Equipo                          | Total de goles |
| ------------- | ------------------------------- | -------------- |
| Harry Kane    | Bayern Múnich                   | 52             |
| Kylian Mbappé | París Saint-Germain Real Madrid | 52             |

## Trofeo Johan Cruyff

### Entrenador masculino
Reconocimiento al mejor entrenador de clubes masculinos del año.
| Entrenador        | Equipo              | Puntos | % Votos |
| ----------------- | ------------------- | ------ | ------- |
| Carlo Ancelotti   | Real Madrid         | 118    |         |
| Xabi Alonso       | Bayer Leverkusen    | 89     |         |
| Luis de la Fuente | Selección de España | 63     |         |

### Entrenador femenino
Reconocimiento al mejor entrenador de clubes femenino del año.
| Entrenadora      | Equipo                          | Votos | % Votos |
| ---------------- | ------------------------------- | ----- | ------- |
| Emma Hayes       | Chelsea Estados Unidos Femenina | 72    |         |
| Jonatan Giraldez | F. C. Barcelona                 | 49    |         |
| Arthur Elias     | Selección de Brasil             | 14    |         |

## Equipo del año

### Equipo masculino
Reconocimiento al mejor equipo masculino la temporada.
| Equipo      | Mérito deportivo |
| ----------- | --- |
| Real Madrid | Campeón de la Supercopa de España 2024 Campeón de la Liga Española 2023-24 Campeón de la Champions League 2023-24 Campeón de la Supercopa de Europa 2024 |

### Equipo femenino
Reconocimiento al mejor femenino del año.
| Equipo    | Mérito deportivo |
| --------- | --- |
| Barcelona | Campeonas de la Primera División de España 2024 Campeonas de la Supercopa de España 2024 Campeonas de la UEFA Women's Champions League 2024 Campeonas de la Copa de la Reina 2023-24 |